# James H. Breasted
James Henry Breasted (n. 27 august, 1865, Rockford, statul Illinois – d. 2 decembrie, 1935) a fost un arheolog american, egiptolog consacrat, conducător de șantiere arheologice din zona pe care el însuși a denumit-o Semiluna Fertilă.
Una dintre cele mai mari autorități în privința Egiptului antic. Professor de egiptologie la Universitatea din Chicago, el a condus șantiere arheologice în Egipt, Mesopotamia, Palestina și Persia.
A studiat la Colegiul Central de Nord (pe atunci: „North-Western College” – 1888), mai apoi la Chicago Theological Seminary, (Seminarul teologic din Cicago din cadrul Universității din Yale – 1891). Și-a completat studiile la Universitatea din Berlin, unde a susținut Doctoratul (1894). A fost primul american care a obținut titlul de doctor în egiptologie. Breasted face parte din avangarda arheologilor și istoricilor care au extins ideea de „civilizație occidentală” încorporând întregul Orient Mijlociu în rădăcinile culturale europene.
În 1894 a ajuns docent al Universității din Chicago și în 1905 a fost numit profesor de egiptologie și de istorie orientală (prima catedră de felul acesta în America). Între timp însă, în 1901, a fost numit director al muzeului oriental din Haskell; chiar dacă acel muzeu conținea fie opere din Orientul Mijlociu fie opere din Extremul Orient interesul său s-a orientat spre Egipt.
Astfel a început să lucreze la compilarea tuturor hieroglifelor cunoscute la acea vreme producând o operă ce va fi publicată în 1907 cu titlul: „Ancient Records of Egypt” (Antica Scriere a Egiptului), lucrare care și-n prezent reprezintă una dintre cele mai importante culegeri de texte traduse. Peter A. Piccione, în prezentarea ediției din 2001, observa pe bună dreptate: „această operă conține un număr de texte și de inscripții, care de atunci n-au mai fost traduse”.
În 1919, John D. Rockefeller a donat Institutului Oriental din Chicago o sumă destul de importantă de bani, care i-au permis lui Breasted să efectueze – în cadrul unui proiect al Universității – primele sale (și-n același timp, americane) cercetări arheologice în Egipt.
Breasted a perticipat la expediția Carter - Carnarvon, care în 1922 a descoperit în Valea Regilor (în Egipt), celebrul mormânt al faraonului Tutankhamon (KV62). Participarea lui la această expediție s-a realizat la învitația personală a Lordului Sir Carnarvon având ca scop precis redactarea părții istorice a descoperirii. Prea puținele date găsite în KV62 a limitat mult studiul și opera sa, oricum destul de prețioasă și așa. Atenția lui în această circumstanță s-a îndreptat spre nenumăratele (caractere săpate în piatră) cartigli împresi, asupra frescei de pe „ușa sigilată” a mormântului în care a identificat șapte „modele” diferite.
În 1923 a fost ales Membru al Academiei Naționale de Științe.
S-a stins din viață de pneumonie pe 2 decembrie 1935, în timp ce se întorcea dintr-o călătorie făcută în Egipt. Rămășițile sale pământești au fost înhumate în cimitirul Greenwood din localitatea natală. Locul său de veci este marcat de un imens obelisc de marmură, oferit ca recunoștință de guvernul egiptean.
În prezent Breasted este cunoscut ca fiind savantul care a introdus termenul „Semiluna Fertilă” pentru descrierea ariei cuprinsă între Egipt și Mesopotamia.

## Publicații
- A History of Egypt from the Earliest Times to the Persian Conquest. New York: Charles Scribner's Sons, 1905.
- Ancient Records of Egypt: Historical Documents from the Earliest Times to the Persian Conquest, collected, edited, and translated, with Commentary. Chicago: University of Chicago Press, 1906–1907; (retipărită 2001).
- Development of Religion and Thought in Ancient Egypt: Lectures delivered on the Morse Foundation at Union Theological Seminary. New York: Charles Scribner's Sons, 1912.
- Oriental Forerunners of Byzantine Painting (Unversity of Chicago Oriental Institute Publications; 1). Chicago: University of Chicago Press, 1924.
- The Conquest of Civilization. New York; London: Harper and Brothers, 1926.
- The Dawn of Conscience. New York: Charles Scribner's Sons, 1933.
- Egyptian Servant Statues (Bollingen Series; XIII). Washington, DC: Pantheon Books, 1948.
- The 1905–1907 Breasted Expeditions to Egypt and the Sudan: A Photographic Study. Chicago: University of Chicago Press, 1975.